# サン＝テルブラン
サン＝テルブラン （フランス語:Saint-Herblain、ブルトン語:Sant-Ervlan、ガロ語:Saent-Erbelaen）は、フランス、ペイ・ド・ラ・ロワール地域圏、ロワール＝アトランティック県の都市。ナントの西の郊外コミューンである。

## 地理
ロワール川の北に位置し、ナントからサン＝テルブラン中心部まで約7kmある。コミューンは、アルモリカ山塊に属する尾根の上にある。

## 由来
サン＝テルブランとは、聖エルムラン（fr:Hermeland d'Indre）に由来する。

## 歴史
近年の発掘調査で、新石器時代より人が定住していたことがわかっている。
サン＝テルブラン教区は、675年に聖エルムランによってつくられた。
ナントの成長とともに人口が増加し、1851年には人口2400人ほどであったのが、1968年には18,000人あまりとなっている。
成人向けの夜間学校、Kentelioù an Nozが2001年より設けられている。2009年3月、ブルトン語の日常生活での使用促進を目指すYa d'ar brezhoneg憲章にサン＝テルブランは署名した。

## 人口統計
| 1962年 | 1968年 | 1975年 | 1982年 | 1990年 | 1999年 | 2006年 |
| ------ | ------ | ------ | ------ | ------ | ------ | ------ |
| 11 990 | 17 568 | 39 867 | 41 958 | 42 774 | 43 728 | 43 901 |

## 交通
- 鉄道 - TERペイ＝ド＝ラ＝ロワール、バス＝アンドル-サン＝テルブラン駅。ナントとの間を走るトラム路線もあり。

## 姉妹都市
- ザンクト・イングルベルト、ドイツ
- ウォーターフォード、アイルランド
- ビラデカンス、スペイン
- ンディアガニアノ、セネガル
- カザンラク、ブルガリア